# Citoyenneté américaine

Passeport américain

La citoyenneté américaine lie les personnes originaires des États-Unis à tous les droits et prérogatives attachés à cette citoyenneté.

## Citoyenneté fédérale et citoyenneté fédérée
Le 14e amendement (Section 1) de la Constitution américaine dispose : « Toute personne née ou naturalisée aux États-Unis, et soumise à leur juridiction, est citoyenne des États-Unis et de l'État dans lequel elle réside. Aucun État ne fera ou n'appliquera de lois qui restreindraient les privilèges ou les immunités des citoyens des États-Unis ; ne privera une personne de sa vie, de sa liberté ou de ses biens sans procédure légale régulière ; ni ne refusera à quiconque relève de sa juridiction l'égale protection des lois. »

Si en théorie, aux États-Unis, on possède deux citoyennetés — la citoyenneté fédérale et la citoyenneté de l’État américain dans lequel on réside —, en pratique cette deuxième « citoyenneté fédérée » préoccupe peu le citoyen lambda et les juristes américains se sont très peu penchés sur la question. Le 14e amendement (Section 1) de la Constitution explique en d'autres termes que cette citoyenneté fédérée s’acquiert uniquement par la résidence, faisant de la citoyenneté fédérale une catégorie juridique principale, indépendante de toute autre, tandis que la citoyenneté des États fédérés devient une catégorie dérivée. Ainsi, les citoyens des États-Unis qui déménagent d'un État à un autre cessent automatiquement d'être citoyens du premier État et deviennent citoyens du second. Les citoyens américains qui vivent à l’extérieur du territoire des États-Unis, mais qui ne conservent pas de résidence officielle dans l'un des États américains demeurent des citoyens américains sans être citoyens d'un quelconque État fédéré. Ainsi, l'ensemble des citoyens américains représente une population bien plus large que la somme des citoyens fédérés de chacun des cinquante États qui compose l'Union. À l'extérieur des États-Unis, la citoyenneté américaine est donc la seule qui soit juridiquement reconnue par les États étrangers.

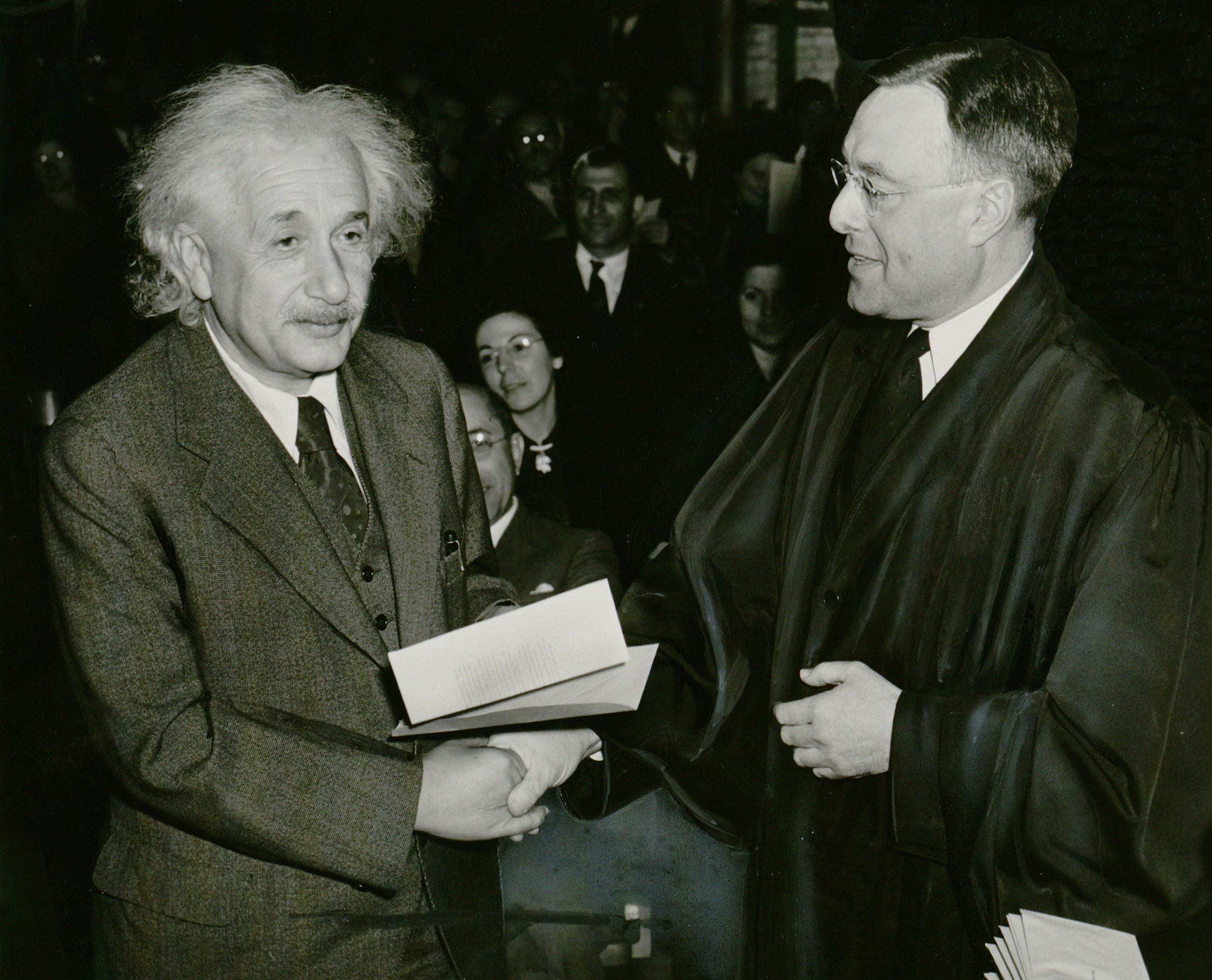
Albert Einstein recevant son certificat de citoyenneté américaine le 1 octobre 1940, des mains du juge fédéral Phillip Forman.

L'adoption du 14e amendement en 1868 vint clarifier la Constitution américaine qui restait ambigüe dans la définition des relations entre ces deux statuts. En 1857, la majorité des juges de la Cour suprême avaient exploité cette ambiguïté dans le célèbre arrêt Scott v. Sandford, qui avait déclaré qu'en vertu de la Constitution fédérale, les hommes libres d’ascendance africaine ne pouvaient être citoyens ni des États-Unis ni même de l'un des États fédérés. Le 14e amendement visait à garantir aux esclaves libérés leurs statuts à la fois la citoyenneté fédérale et celui de leur État de résidence.
Les termes de ce 14e amendement interdisent aux États toutes formes de discrimination privilégiant leurs citoyens au détriment des citoyens américains de passage originaires d'autres États.

## Nationalité américaine et citoyenneté américaine
Le fait de posséder la nationalité américaine n'implique pas forcément de jouir pleinement des droits liés à la citoyenneté américaine. C'est particulièrement le cas pour les résidents des territoires américains, comme Guam, Porto Rico, les îles Mariannes du Nord, les îles Vierges des États-Unis et les Samoa américaines. Ces derniers peuvent obtenir un passeport américain pour voyager et servir dans l'armée des États-Unis, mais ne peuvent, entre autres, participer aux élections fédérales (présidentielle ou législatives). Cependant, les partis démocrate et républicain autorisent les habitants de ces territoires à participer aux élections primaires désignant les candidats de chacun de ces partis aux élections présidentielles.

## Obtention de la citoyenneté américaine
On devient citoyen des États-Unis de trois façons différentes :
- Par sa naissance sur le territoire américain (droit du sol) : à l'exception des enfants de diplomates, tout individu né aux États-Unis est citoyen américain même si ses parents sont étrangers.
- Par l'attribution à la naissance (droit du sang) : un enfant né en dehors du territoire américain peut obtenir la nationalité américaine :
  - si ses deux parents, mariés, sont américains et au moins un de ses parents a vécu aux États-Unis d'Amérique ;
  - ou si un des deux parents, mariés, est américain et a habité au moins cinq ans aux États-Unis d'Amérique.
- Par acquisition par le biais de la naturalisation des parents : en 2000, le Congrès des États-Unis a voté le « Décret de la nationalité des enfants » (Child Citizenship Act (en) – CCA) permettant à tout enfant de moins de 18 ans qui a été adopté soit par des citoyens américains, soit des immigrés aux États-Unis ayant obtenu le statut de résident permanent, d'obtenir immédiatement la nationalité américaine.

### Obtention par naturalisation
Une personne étrangère résidant légalement aux États-Unis peut obtenir la nationalité américaine. Elle doit pour cela satisfaire à plusieurs conditions :
- Détention de la carte de résident permanent aux États-Unis (dite Green Card ou « carte verte »).
- Possession du statut de résident depuis au moins cinq ans (délai réduit à trois ans si le résident est l'époux ou épouse d'un citoyen américain).
- Résidence permanente aux États-Unis durant au moins la moitié du temps depuis que le requérant a obtenu le statut de résident, c’est-à-dire deux ans et demi au minimum (temps réduit à 18 mois pour les époux et épouses de citoyens américains).
- Résidence permanente depuis au moins trois mois dans l'État américain où la demande de naturalisation a été effectuée.
- Maîtrise totale de la langue anglaise (lue, écrite et parlée). Un test est organisé durant l'entretien de naturalisation.
- Connaissance de base requise en ce qui concerne l’histoire et le gouvernement américain. Un test consiste à répondre positivement à au moins six questions sur les dix qui sont posées aux candidats. Ces dix questions sont prises au hasard sur une liste de 100 questions préétablies[4].
- Possession d'une bonne moralité, acceptation des principes de la Constitution américaine, et bonne disposition envers l’ordre et le bien-être aux États-Unis. Cela implique que le candidat n'a pas été arrêté ou jugé coupable d’un crime grave, et qu'il doit apporter son soutien au système de gouvernement américain.
- Le requérant doit avoir au moins 18 ans au moment de la soumission de sa demande. Pour les mineurs, la demande doit alors être soumise par les parents.

En outre, pour certains cas exceptionnels, le Congrès et le Président peuvent accorder par décret la nationalité américaine dans des cas individuels (Private bill). A noter qu'un citoyen américain naturalisé ne peut prétendre à la présidence ou à la vice-présidence des États-Unis, ces prérogatives n'étant échues qu'à un citoyen de naissance, Américain par le droit du sol ou le droit du sang (Article II de la Constitution des États-Unis).

### Tentative de modification par Donald Trump
Le 20 janvier 2025, jour de son investiture, Donald Trump signe un executive order abolissant l'obtention de la citoyenneté par le droit du sol pour tous les enfants de personnes étrangères. Après la plainte en justice de 22 États américains, le décret est rapidement suspendu par un juge, qui l'estime « manifestement inconstitutionnel » car contraire au quatorzième amendement de la Constitution américaine. Le président annonce son intention de faire appel, l'affaire pourrait être portée devant la Cour suprême. En juillet 2025, Un juge fédéral bloque l'administration De Donald Trump de mettre fin à la citoyenneté par le droit du sol, pour les enfants de parents résidant illégalement aux États-Unis.

## Perte ou renonciation à la citoyenneté américaine
L'article 349 de la Loi de l'immigration et de la nationalité (en) (section 8 USC 1481), dispose que les citoyens des États-Unis sont soumis à la perte de citoyenneté s'ils accomplissent certains actes volontairement et avec l'intention de renoncer à la citoyenneté américaine. Ces cas sont :
- Obtention de la nationalité d’un autre État étranger (art. 349 (a) (1) INA[Note 1]).
- Prestation de serment, affirmation ou une déclaration formelle dans un autre État étranger ou au niveau de ses subdivisions politiques (article 349 (a) (2) INA).
- Enrôlement ou service au sein d'une armée étrangère qui s'est engagée dans des hostilités contre les États-Unis, ou service en tant qu'officier ou sous-officier dans l'armée d'un État étranger (article 349 (a) (3) INA).
- Acceptation d'un emploi au service d'un gouvernement étranger, si :
  - on possède la nationalité de cet État ;
  - on prête serment ou fait une déclaration d'allégeance qui est nécessaire avant d'accepter le poste (article 349 (a) (4) INA).
- Renonciation officielle à la citoyenneté américaine devant un diplomate ou un agent consulaire américain en dehors du territoire des États-Unis (art. 349 (a) (5) INA) ou renonciation officielle à la citoyenneté américaine aux États-Unis (mais seulement dans de strictes conditions) (article 349 (a) (6) INA).
- Condamnation pour un acte de trahison (article 349 (a) (7) INA).

En 2014, 3 400 citoyens américains ont renoncé volontairement à leur nationalité. Parmi les multiples motivations, la taxation différentielle des citoyens américains ayant établi leur résidence en dehors du territoire des États-Unis est fréquemment évoquée. La renonciation à la nationalité américaine est conditionnée à l'acquittement d'une taxe de sortie (exit tax) pour les contribuables disposant d'un patrimoine supérieur à deux millions de dollars et/ou ayant acquitté un impôt sur le revenu supérieur à un certain montant (en 2014 : une moyenne d'au moins 157 dollars calculée sur les cinq années précédentes).